# 葱岑蒲公英
葱岑蒲公英（学名：Taraxacum pseudominutilobum）是菊科蒲公英属的植物。分布在乌兹别克斯坦、哈萨克斯坦以及中国大陆的新疆等地，生长于海拔3,000米至3,700米的地区，多生长于河谷草甸、高山草原及洼地，目前尚未由人工引种栽培。

## 异名
- Taraxacum pseudoatratum Orazova